# Sedlarevo
Sedlarevo (makedonska: Седларево) är en ort i Nordmakedonien. Den ligger i kommunen Želino, i den västra delen av landet, 28 kilometer sydväst om huvudstaden Skopje. Sedlarevo ligger 1 229 meter över havet och antalet invånare är 1 269.